# Polybia
Genre
Polybia est un genre de guêpes sociales originaires d'Amérique du Sud (Brésil, Argentine). Certaines font du miel apprécié des locaux.

## Espèces

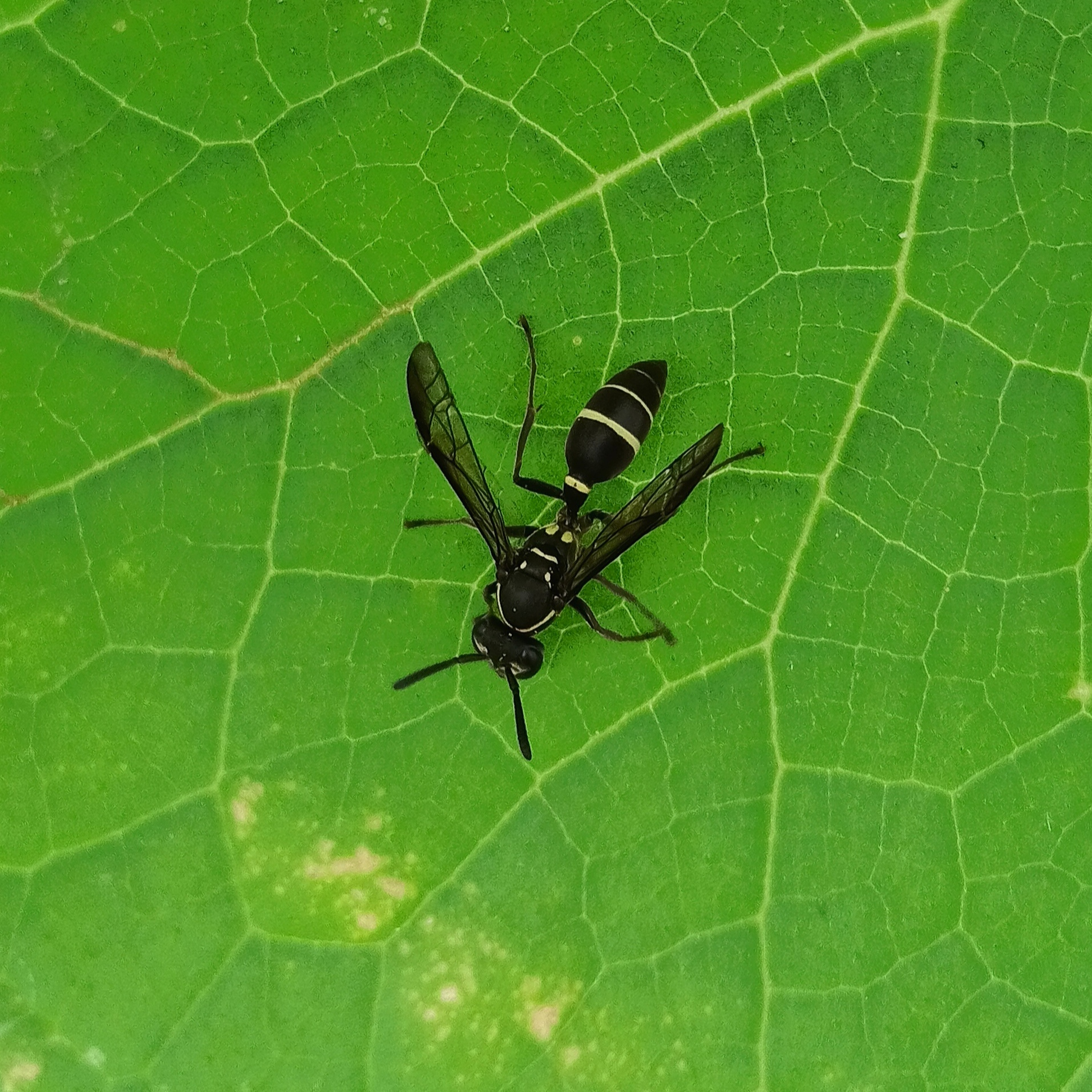
Polybia diguetana

- Polybia aequatorialis Zavattari, 1906
- Polybia affinis Buysson, 1908
- Polybia anglica Cockerell, 1921
- Polybia barbouri Bequard, 1943
- Polybia batesi Richards, 1978
- Polybia belemensis Richards, 1970
- Polybia bicytarella Richards, 1951
- Polybia bifasciata Saussure, 1854
- Polybia bistriata (Fabricius, 1804)
- Polybia brunnea (Curtis 1844)
- Polybia brunneiceps Cameron, 1912
- Polybia catillifex Moebius, 1856
- Polybia chrysothorax (Lichtenstein)
- Polybia depressa (Ducke, 1905)
- Polybia diguetana Buysson, 1905
- Polybia dimidiata (Olivier, 1791)
- Polybia dimorpha Richards, 1978
- Polybia divisoria Richards, 1978
- Polybia eberhardae Cooper, 1993
- Polybia emaciata Lucas, 1879
- Polybia erythrothoraxla Richards, 1978
- Polybia fastidiosuscula Saussure, 1854
- Polybia ficaria Richards, 1978
- Polybia flavifrons Smith, 1857
- Polybia flavitincta Fox 1898
- Polybia fulvicauda Cameron, 1912
- Polybia furnaria Ihering 1904
- Polybia gorytoides Fox 1898
- Polybia ignobilis (Haliday 1836)
- Polybia incerta Ducke 1907
- Polybia invertita Giordani Soika, 1965
- Polybia jurinei Saussure, 1854
- Polybia juruana Ihering, 1904
- Polybia laboriosa Saussure, 1853
- Polybia liliacea (Fabricius, 1804)
- Polybia luctuosus Smith, 1858
- Polybia lugubris Saussure, 1854
- Polybia micans Ducke 1904
- Polybia minarum Ducke 1906
- Polybia nausica Richards, 1951
- Polybia nidulatrix Bequard, 1933
- Polybia nigriceps Zavattari, 1906
- Polybia nigrina Richards, 1978
- Polybia oblita Cockerell, 1921
- Polybia occidentalis (Olivier, 1791)
- Polybia parvula
- Polybia parvulina Richards, 1970
- Polybia paulista Ihering, 1896
- Polybia platycephala Richards, 1951
- Polybia plebeja Saussure, 1867
- Polybia procellosa Zavattari 1906
- Polybia pseudospilonota Giordani Soika, 1965
- Polybia punctata Buysson, 1908
- Polybia quadricincta Saussure, 1854
- Polybia raui Bequard, 1933
- Polybia rejecta (Fabricius, 1798)
- Polybia richardsi Cooper, 1993
- Polybia ruficeps Schrottky, 1902
- Polybia rufitarsis Ducke 1904
- Polybia scrobalis Richards, 1970
- Polybia scutellaris (White, 1841)
- Polybia selvana Carpenter, 2002
- Polybia sericea (Olivier, 1792)
- Polybia signata Ducke 1910
- Polybia simillima Smith 1862
- Polybia singularis Ducke 1909
- Polybia spilonota Cameron 1904
- Polybia spinifex Richards, 1978
- Polybia striata (Fabricius, 1787)
- Polybia sulciscutis Cameron, 1912
- Polybia tinctipennis Fox 1898
- Polybia uruguayensis Giordani Soika, 1965
- Polybia velutina Ducke 1907